# Sigurd Ibsen
Sigurd Ibsen (Cristianía, 23 de diciembre de 1859-Friburgo de Brisgovia, 14 de abril de 1930) fue un escritor, abogado y estadista noruego, primer ministro de Noruega en Estocolmo entre 1903 y 1905, desempeñando un papel clave en la disolución de la unión entre Noruega y Suecia en 1905.

## Biografía

### Infancia y juventud
Ibsen nació en Cristianía, la actual Oslo, pero creció en Alemania e Italia. Hijo único del dramaturgo Henrik Ibsen y su esposa Suzannah Thoresen, se desarrolló precozmente, cumpliendo con las altas expectativas de su familia. Sabía leer con cuatro años y llegó a hablar con fluidez, además de noruego, alemán e italiano. 
Sin embargo, al crecer, Ibsen luchó por encontrar amigos que fueran noruegos y de su edad, lo que se complicó aún más por el hecho de que su familia a menudo pasaba por dificultades económicas. Por ello, a lo largo de toda su vida tuvo dificultades para relacionarse y parecía frío a quienes no lo conocían. Sin embargo, en lo académico siempre destacó, con el objetivo de complacer tanto a sus padres como a sí mismo, llegando a ser un alumno destacado en todas las materias.
En 1878, con 18 años, se matriculó en la Universidad de Múnich. Tras licenciarse, se doctoró en Derecho por la Universidad de Roma La Sapienza en 1882. Fundó una revista, Ringeren, en la que publicó artículos sobre los papeles cambiantes de la monarquía y el republicanismo.

### Primer ministro de Noruega en Estocolmo
Entre 1903 y 1905, Sigurd Ibsen ocupó el cargo de primer ministro de Noruega en Estocolmo, jefe de la delegación noruega ante el rey de Suecia y Noruega, ocupando la segunda posición en importancia dentro del Consejo de Estado de Noruega, presidido por el primer ministro George Francis Hagerup. Desde su cargo, Sigurd Ibsen desempeñó un papel fundamental en la disolución de la unión entre Noruega y Suecia en 1905, en la que participó como ideólogo, convenciendo a figuras influyentes de Noruega como Bjørnstjerne Bjørnson, Arne Garborg o Fridtjof Nansen, para que abandonasen sus posiciones republicanas y apoyasen la monarquía.

### Matrimonio
Sigurd Ibsen se casó con Bergliot Bjørnson, hija del escritor Bjørnstjerne Bjørnson, el 11 de octubre de 1892.
Los Ibsen tuvieron tres hijos. Tancred Ibsen fue director de cine y guionista; su hija, Irene Ibsen Bille, también se dedicó a la literatura.

### Fallecimiento
Los últimos años de su vida los pasó aquejado de un cáncer que lo mantuvo en un estado de decaimiento continuo. Aunque fue operado en la garganta, la enfermedad siguió su curso, falleciendo en Friburgo de Brisgovia el 14 de abril de 1930, a la edad de 70 años. Está enterrado en el cementerio de Nuestro Salvador de Oslo.